# Маазель, Лорин
Ло́рин Маазе́ль (/məˈzɛl/,; 6 марта 1930, Нейи-сюр-Сен — 13 июля 2014, Каслтон-Фармс, Виргиния) ― американский дирижёр, скрипач и композитор.

## Происхождение
Родился в американской еврейской семье в пригороде Парижа Нёйи-сюр-Сен. Вся семья была музыкальной. Его отец, Линкольн Маазел (1903, Нью-Йорк — 2009, Кэслтон, штат Виргиния), был актёром и в частности сыграл роль Куды в фильме ужасов Джорджа Ромеро «Мартин» (1977). Его мать, Мэрион Шульман (1894, Нью-Йорк — 1992), фармацевт, была основательницей Питтсбургского молодёжного симфонического оркестра (The Pittsburgh Youth Symphony Orchestra); её родители иммигрировали в Нью-Йорк из Минска через Париж в конце 1880-х годов. Его дед Айзек Маазел (1873—1925, родом из Полтавы) на протяжении двух десятилетий был первой скрипкой в оркестре Метрополитен-опера; он и его жена Эстер Глейзер (1879—1921, родом из Харькова) прибыли в Америку из России в 1900 году после рождения их старшего сына Марвина (1899—1988), ставшего впоследствии пианистом и композитором.

## Карьера
Вырос в питтсбургском районе Окленд. Учился музыке частным образом в Лос-Анджелесе и Питтсбурге, с ранних лет занимался дирижированием (некоторое время ― под руководством Владимира Бакалейникова). Уже в девять лет он выступил как дирижёр на Всемирной выставке в Нью-Йорке, в одиннадцать ― заслужил одобрение Артуро Тосканини после своего выступления с симфоническим оркестром NBC. В 1945 дебютировал как скрипач в Питтсбурге, играл партию первой скрипки в Питтсбургском квартете Изящных искусств. Параллельно изучал математику, философию и иностранные языки. В 1948 стал скрипачом Питтсбургского симфонического оркестра, вскоре также помощником главного дирижёра. С 1953 выступает как дирижёр в Европе, гастролирует по всему миру. В 1960 впервые выступил в Лондоне с симфоническим оркестром BBC, заслужив восторженные отзывы критики за исполнение произведений Малера, и в тот же год стал первым американским дирижёром, участвовавшим в Байрейтском фестивале (руководил постановкой «Лоэнгрина»). В 1962 состоялся дебют Маазеля в Метрополитен-опера («Дон Жуан» Моцарта), через год с большим успехом он гастролировал в СССР и Японии. Среди заметных событий с участием Маазеля в музыкальной жизни Европы последующих лет ― постановка «Евгения Онегина» в Риме (1965). С 1965 по 1971 Маазель ― художественный руководитель Немецкой оперы в Западном Берлине, до 1975 ― главный дирижёр Симфонического оркестра Берлинского радио. В опере Маазель дирижировал в основном классическим репертуаром, но также осуществил постановки нескольких современных спектаклей, в том числе «Улисс» Даллапикколы.
После сезона 1971―1972, проведённого Маазелем с лондонским оркестром «Новая филармония», он возглавляет Кливлендский симфонический оркестр, расширяет его репертуар, даёт несколько американских премьер новых европейских сочинений. В 1978 он в первый раз выступает в театре «Ковент-Гарден» с оперой Верди «Луиза Миллер», через год делает её запись. В 1977―1982 Маазель ― главный дирижёр Французского национального оркестра.
В 1980—1986, а также в 1994, 1996, 1999 и 2005 годах дирижировал Венским филармоническим оркестром на знаменитом Новогоднем концерте.
В 1982 Маазель становится первым американцем, которому доверено руководить оркестром Венской государственной оперы, однако он остаётся на этом посту лишь два года, после чего возвращается в США в качестве музыкального консультанта Питтсбургского симфонического оркестра. Покинув Питтсбург в 1996, Маазель обратился к композиции: несколько его сочинений для виолончели были исполнены Мстиславом Ростроповичем, для флейты ― Жан-Пьером Рампалем. В 1997 под управлением Маазеля состоялась премьера оратории (симфонии) Кшиштофа Пендерецкого «Семь врат Иерусалима», в 2002 году — оперы Родиона Щедрина «Очарованный странник». С 1993 по 2002 он руководил Симфоническим оркестром Баварского радио, а с 2002 ― Нью-Йоркским филармоническим оркестром. В 2004 Маазель возглавил молодёжный симфонический оркестр имени Артуро Тосканини, с которым выступил на первом Международном фестивале симфонических оркестров в Москве. В 2005 в Ковент-Гардене состоялась мировая премьера оперы Маазеля 1984 (по знаменитому роману Оруэлла).
Маазель ― один из крупнейших дирижёров современности, выступавший с ведущими современными оркестрами и оперными театрами. Им сделано более 350 записей, среди которых ― все симфонии Бетховена, Малера, Рахманинова, Сибелиуса, Чайковского, а также большинство опер Пуччини, «Фиделио» Бетховена, обе оперы Равеля, «Ромео и Джульетта»  Прокофьева и другие. Исполнение Маазеля сочетает в себе экспрессивность и философскую глубину, отличается свободой дирижёрской техники, разнообразием и рельефностью динамики, отточенным чувством формы. Обладая выдающейся памятью, он не только дирижировал, но и репетировал наизусть.

## Семья
- Дядя — пианист и музыкальный педагог Марвин Маазел (1899—1988); его жена — скрипачка Фрэнсис Беркова (англ. Frances Berkova, 1899—1982), дочь — скрипачка Сандра Беркова (англ. Saundra Berkova, 1931—1978).[13][14] Фрэнсис и Сандра Берковы, среди прочего, записали долгоиграющую пластинку «The Berkovas: Masters of the Bow» (1985).[15]

Лорин Маазел был трижды женат.
- Первая жена (1952) — Мириям Зандбанк, пианистка из Рио-де-Жанейро.[16]
  - Дочери — Дарья Маазел Стекити (жена режиссёра Лионеля Стекити); Анджали Маазел (художник-коллажист).
- Вторая жена (1969) — Исраэла Маргалит, израильская пианистка, драматург, из семьи российского происхождения.[17]
  - Дочь — Фиона Маазел (род. 1975), писатель.
  - Сын — Иланн Маргалит Маазел, пианист и адвокат.
- Третья жена (1986) — Детлинда Турбан Маазел (род. 1957), немецкая актриса, сестра скрипача Инголфа Турбана.
  - Дети — сыновья Орсон и Лесли, дочь Тара.